# 低空レーダ装置 JTPS-P18
低空レーダ装置 JTPS-P18（ていくうレーダそうち ジェイティーピーエスピーじゅうはち）は、陸上自衛隊が運用している対空レーダーである。高射特科部隊に配備されている。開発・製造は三菱電機。

## 特徴
79式対空レーダ装置 JTPS-P9の後継として、師団・旅団隷下の高射特科大隊等に配備される。低高度で侵入する敵航空機、敵ヘリコプターを即座に感知、迅速、継続的に師団対空情報処理システムなどへデータを転送する。アンテナ部はパラボラ形状であり、使用時は車体より支柱上を延ばし、その先で作動する。表示器はPPIスコープ（平面位置表示機：Plan Position Indicator scope）を使用している。
JTPS-P9が73式中型トラックと、これに牽引される電源車によって構成されていたのに対し、JTPS-P18では高機動車に本体、アンテナ、電源（200V・60Hz・10kVA）など全てが搭載されて、1台で運用可能とされ、高い機動性を備えている。また、低高度探知能力も優れているが、高高度・遠距離での探知性能ではJTPS-P9に劣るため、師団・旅団においては、より大型で強力な対空レーダ装置 JTPS-P14と組み合わされて配備されている。
なお探知距離については正確な数値は不明であるが、2010年（平成22年）4月29日に行われた下志津駐屯地創設55周年記念行事の展示にて、下志津から霞ヶ浦や横浜上空の航空機を探知可能（双方とも下志津から約50kmの距離）と解説されている。また前任のJTPS-P9においては、レーダー反射断面積1m2の目標に対して探知距離30 nmi (56 km)とされていた。

## 配備部隊・機関
- 陸上自衛隊高射学校
  - 第2教育部
  - 高射教導隊
    - 本部管理中隊

- 第6師団
  - 第6高射特科大隊
    - 指揮情報中隊